# Барракуда (фильм, 1997)
«Барракуда» (фр. Barracuda) — французский психологический триллер 1997 года с элементами комедии и драмы. Фильм повествует об одиноком старике (месье Клемонт), который заманил в свою квартиру недавно заселившегося соседа и пытался насильно сделать его своим другом.

## Сюжет
Месье Клемонт (Жан Рошфор) - пожилой богатый холостяк, страдающий раздвоением личности. Живя один, он страдает от сильного одиночества и, чтобы отвлечься, держит дома картонный муляж молодой жены. Не имея друзей, он также страдает и решает во что бы то ни стало завести себе друга. В квартиру напротив заселяется молодая влюблённая пара, и Клемонт при первом же знакомстве зовёт парня-соседа по имени Люк (Гийом Кане) к себе на званый ужин. Парню явно не нравится его новый сосед, и он не приходит на ужин, хотя изначально обещает. Спустя некоторое время Клемонт встречает Люка в подъезде и всё же уговаривает его поужинать с ним, а также познакомиться с его женой. Зайдя в гости, Люк видит, что жена картонная. Он понимает, что Клемонт сумасшедший, и пытается уйти под разными предлогами. Но Клемонт оглушает парня графином с водой и прячет в потайной комнате, скрытой за книжными стеллажами. Теперь Люку предстоит приложить немало усилий, чтобы обрести долгожданную свободу.

## В ролях
| Актёр            | Роль                      |
| ---------------- | ------------------------- |
| Жан Рошфор       | месье Клемонт             |
| Гийом Кане       | Люк                       |
| Клер Кем         | Маргот                    |
| Роз Тьерри       | консьержка                |
| Сесиль Котт      | соседка Клемонта снизу    |
| Мэтт Кинг        | танцор чечётки            |
| Марк-Андре Брюне | начальник пожарной охраны |
| Франк Степлер    | ведущий в телевизоре      |
| Мишель Скорно    | галлюцинация Клемонта     |